# Heikki Suolahti
Heikki Theodor Suolahti (Helsinki, 2 febbraio 1920 – Helsinki, 27 dicembre 1936) è stato un compositore finlandese.
Suolahti studiò da Arvo Laitinen ad Helsinki dal 1929 fino alla morte. Nel 1935, compose Sinfonia piccola, la quale fu suonata per la prima volta nel febbraio 1938 da Tauno Hannikainen. Hannikainen ha anche orchestrato alcune canzoni di Suolahti. Sinfonia piccola è stata pubblicata negli Stati Uniti d'America nel 1959. Quando Suolahti morì, all'età di 16 anni per leucemia, nessuno dei suoi lavori erano stati suonati pubblicamente. Lasciò l'opera Pärttylin yö e qualche altro lavoro incompiuto.
Suolahti, un grande ammiratore di Richard Wagner, era stato invitato al Festival di Bayreuth nell'estate del 1937 ma la sua morte prematura non permise di realizzare l'evento.
Jean Sibelius rimase affascinato da Sinfonia piccola e la elogiò davanti alla madre di Suolahti dopo la sua morte.